# Charles W. Roark

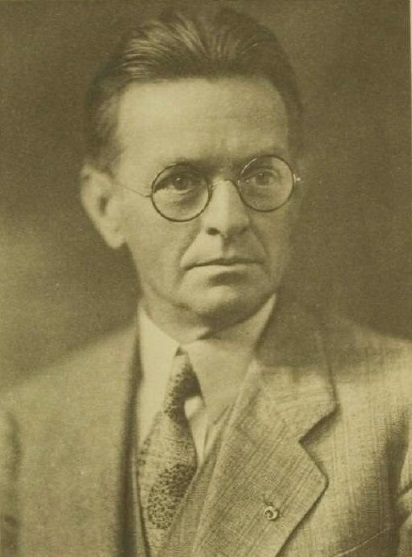
Charles W. Roark, 1930

Charles Wickliffe Roark (* 22. Januar 1887 in Greenville, Muhlenberg County, Kentucky; † 5. April 1929 in Louisville, Kentucky) war ein US-amerikanischer Politiker. Im Jahr 1929 vertrat er den Bundesstaat Kentucky im US-Repräsentantenhaus.

## Werdegang
Charles Roark besuchte die öffentlichen Schulen seiner Heimat sowie das Greenville Seminary. Danach wurde er im Holzgeschäft tätig. Er wurde Gründer und Präsident der Greenville Milling Co. In den Jahren 1908 und 1909 leitete Roark einige Vereinigungen in der Holzverarbeitungsbranche.
Politisch war Roark Mitglied der Republikanischen Partei. Zwischen 1918 und 1922 amtierte er als Bürgermeister von Greenville. Im Jahr 1928 war er Delegierter zur Republican National Convention in Kansas City, auf der Herbert Hoover als Präsidentschaftskandidat nominiert wurde. Bei den Kongresswahlen des Jahres 1928 wurde er im dritten Wahlbezirk von Kentucky in das US-Repräsentantenhaus in Washington, D.C. gewählt, wo er am 4. März 1929 die Nachfolge des Demokraten John William Moore antrat, den er bei der Wahl geschlagen hatte. Roark starb bereits am 5. April 1929, noch vor dem ersten Zusammentreten des neuen Kongresses. Die fälligen Nachwahlen gewann dann sein Vorgänger Moore, der auf diese Weise auch sein Nachfolger wurde. Charles Roark wurde in Greenville beigesetzt.